# Samorząd terytorialny Finlandii
Samorząd terytorialny Finlandii – system samorządowy w Finlandii oparty jest na republice parlamentarnej, której głową państwa jest prezydent (obecnie Tarja Halonen), wybierany w wyborach powszechnych na sześcioletnią kadencję.

## Historia
Samorząd terytorialny w Finlandii został ukształtowany w okresie międzywojennym, kiedy to założono istnienie tego samorządu wyłącznie na szczeblu gminy. Po zakończeniu II wojny światowej ustawę o samorządzie lokalnym uchwalono, a następnie była nowelizowana w latach 1949, 1977, 1995, 2006.

## Charakterystyka samorządu terytorialnego Finlandii
W konstytucji fińskiej stwierdza się, iż samorząd terytorialny składa się tylko z gmin (tzw. kunt), których administracja opiera się na samorządności jej mieszkańców. Na poziomie lokalnym mechanizm sprawowania władzy ma charakter jednopoziomowy i zakłada istnienie tylko jednego rodzaju gmin. Gmina może zawierać w swojej nazwie słowo „miasto”, ale jest to tylko tytuł prestiżowy nadawany przez głowę państwa w celu uhonorowania danej gminy. Cały kraj jest podzielony na 6 prowincji, w skład których wchodzi 20 regionów zawierających w sobie 85 subregionów. Obecnie w Finlandii istnieje 416 gmin, 113 z nich to gminy wiejskie.

## Gminy
Gminy to podstawowe i właściwe jednostki samorządów lokalnych, które mają obowiązek stanowienia prawa. Posiadają także prawo do nakładania podatków i przeprowadzania wyborów bezpośrednich do rad gmin. Na szczeblu regionalnym samorząd tworzą związki międzygminne. W ich skład wchodzi od 2 do 10 gmin, a do ich zadań zalicza się:
- zapewnienie podstawowej opieki zdrowotnej i edukacji,
- prowadzenie szpitali specjalistycznych,
- planowanie regionalne oraz zarządzanie projektami.

Gminy posiadające mniej niż 5500 mieszkańców przeznaczają 34% własnego budżetu na realizację swoich potrzeb w ramach związków międzygminnych, gminy o liczebności od 5500 do 20000 24% budżetu, a te powyżej 20000 już tylko 19%.

## Związki międzygminne
Związki międzygminne posiadają organy decyzyjne, ale to gminy mają główny wpływ na działalność, finansowanie, jak i powoływanie składu związków międzygminnych. Wyróżnia się dwa rodzaje związków:
- obligatoryjne,
- dobrowolne.

Dobrowolne zajmują się przede wszystkim edukacją ponadpodstawową i zawodową oraz podstawową opieką zdrowotną. Główna różnica w zadaniach między tymi związkami polega na tym, iż obligatoryjne posiadają charakter lokalny, te drugie zaś lokalny.

## Finansowanie
Fińskie samorządy mają kilka źródeł finansowania. Na pierwszym miejscu są podatki które stanowią 52 procent przychodów, państwowe dotacje 14 procent, a wpływy z tytułu świadczenia usług 26 procent.